# Harsh Times
Harsh Times är en amerikansk actionkriminalfilm från 2005 skriven och regisserad av David Ayer, som i den här filmen gör regidebut. Filmens huvudroll (Jim Davis) spelas av Christian Bale, övriga skådespelare är bland andra Freddy Rodriguez och Eva Longoria. Den släpptes på DVD i Sverige den 11 juli 2007.
Filmens regissör och manusförfattare David Ayer har nämnt att filmens karaktärer till största delen är baserade på människor som han lärde känna under tiden som han bodde i South Central Los Angeles, där filmens handling även utspelar sig. Huvudrollsinnehavaren Christian Bale fick beröm för sin gestaltning av karaktären Jim Davis i filmen, trots att en del kritiker på recensionshemsidan Rotten Tomatoes beskrev dess handling som "en hårdhänt och alltför dyster intrig". Filmen fick blandade/genomsnittliga recensioner enligt recensionshemsidan Metacritic.

## Handling
Filmens handling kretsar kring den före detta krigsveteranen Jim Davis, som precis har lämnat sin tidigare tjänst efter att ha tillbringat en tid i Irak. Han återvänder hem till Los Angeles och försöker få ett jobb i stadens poliskår, ett jobb han inte lyckas få. Det leder till att Jim hamnar på stadens gator och blir berusad tillsammans med sin bäste vän Mike Alonzo, som också har misslyckats med att få ett nytt jobb. De två vännerna blir indragna i en brutal vardag fylld av droger och brottslighet, som leder till de mest ökända gängkvarteren i South Central Los Angeles.

## Rollista
| Christian Bale          | – Jim Davis            |
| Freddy Rodriguez        | – Mike Alonzo          |
| Eva Longoria            | – Sylvia Alonzo        |
| Tammy Trull             | – Marta                |
| Terry Crews             | – Darrell              |
| Samantha Esteban        | – Letty                |
| Tania Verafield         | – Patty                |
| Noel Gugliemi           | – "Flaco"              |
| Chaka Forman            | – Toussant             |
| Adriana Millan          | – Rita                 |
| César García Gómez      | – "Listo"              |
| Geo Corvera             | – "Wilo"               |
| Blue Mesquita           | – Leo                  |
| Craig Ricci Shaynak     | – Agent Doug Gillespie |
| Michael Monks           | – Agent Hollenbreck    |
| J.K. Simmons            | – Agent Richards       |
| Armando Riesco          | – Alex                 |
| Emilio Rivera           | – Eddy                 |
| Sonia Iris Lozada       | – Gracie               |
| Daniel Edward Mora      | – Joe "Crazy Joe"      |
| Anthony "Citric" Campos | – Casper               |
| Abel Soto               | – Chucky "Lil Chucky"  |
| Robert Larabee          | – "Big Shadow"         |
| Paul Renteria           | – Ranchero             |
| Brisa                   | – Lina                 |
| Violeta Monroy          | – Vicky                |
| Kenneth Choi            | – Fujimoto             |